# فرودگاه بندیگو (استرالیا)
فرودگاه بندیگو (استرالیا) (به انگلیسی: Bendigo Airport (Australia)) یک فرودگاه همگانی با کد یاتا BXG است که یک باند فرود آسفالت دارد و طول باند آن ۱۱۳۵ متر است. این فرودگاه در کشور استرالیا قرار دارد و در ارتفاع ۲۱۵ متری از سطح دریا واقع شده‌است.